# Cinnamomum nicolsonianum
Cinnamomum nicolsonianum là loài thực vật có hoa trong họ Nguyệt quế. Loài này được Manilal & Shylaja miêu tả khoa học đầu tiên năm 1986 publ. 1988.